# Homme à la pipe (Picasso, 1911)
Pour les articles homonymes, voir Homme à la pipe.
Homme à la pipe est un tableau peint par Pablo Picasso à l'été 1911. Cette huile sur toile cubiste est le portrait d'un homme avec une pipe. Elle est aujourd'hui conservée au musée d'art Kimbell, à Fort Worth, au Texas.

## Expositions
- Le Cubisme, Centre national d'art et de culture Georges-Pompidou, Paris, 2018-2019.